# Betriebsstoff
Betriebsstoffe sind im Rechnungswesen Werkstoffe, die für die Produktion verbraucht werden, ohne Bestandteil des Produktes zu werden, und in der Technik bei Maschinen oder Anlagen zur Wärme- und Druckübertragung bzw. Wärmeerzeugung eingesetzt werden.

## Allgemeines
Betriebsstoffe werden in der Kostenrechnung wie die Rohstoffe und Hilfsstoffe den Werkstoffen zugeordnet. Sie werden bei der Fertigung oder in anderen betrieblichen Bereichen verbraucht, werden jedoch nicht substanzieller Bestandteil des Produktes. Während Rohstoffe in ein Produkt eingehen (etwa Glas in einem Kraftfahrzeug), werden Betriebsstoffe für Produktionszwecke verbraucht (Produktionsenergie) oder dienen der Betriebsbereitschaft. Da sie den Verbrauchsgütern zuzuordnen sind, zählen sie zu den Repetierfaktoren.
Betriebsstoffe sind im Rechnungswesen Material, das in der Bilanz zum Umlaufvermögen gehört und bei der Produktion nicht direkter Bestandteil der Produkte wird. Die Grenzen zwischen Roh-, Hilfs- und Betriebsstoffen sind fließend. Güter, die in einem Unternehmen Rohstoffe sind, können in einem anderen Betrieb Hilfsstoffe sein.

## Arten
Zu unterscheiden sind Betriebsstoffe danach, ob sie der Betriebsbereitschaft oder der mittelbaren Produktion dienen.
- Betriebsbereitschaft: hierzu gehören insbesondere Energieträger wie Erdgas, Benzin, Dieselkraftstoff, elektrischer Strom, Druckluft. Ferner sind Reinigungs- und Schmierstoffe wie Schmieröl, Schmierfette oder Putzmittel, Kühlmittel, Wärme-/Kälteträger und Brennstoffe, Reparatur- und Instandhaltungsmaterial oder Büromaterial zu erwähnen. Auch Bestände an Werbeträgern (wie Kataloge, Prospekte) gehören hierzu.
- Produktion: auch hier werden Energieträger eingesetzt, und zwar in Form der Produktionsenergie. Ferner sorgen Kühlmittel oder Wärmeträger für die richtige Betriebstemperatur von Werkzeugen, Maschinen und Gebäuden. Nährstoffe wie Kohlenhydrate und Fette werden in der Lebensmittelindustrie eingesetzt.

Betriebsstoffe sind bis auf die Brennstoffe Bestandteil der Maschinen bzw. Anlagen.
Der Verbrauch der Betriebsstoffe kann eindeutig der Betriebsbereitschaft oder Produktion zugeordnet werden. Er führt deshalb sowohl zu Fixkosten (Energiekosten der Betriebsbereitschaft) als auch zu variablen Kosten (Produktionsenergie), meist werden die Kosten für Betriebsstoffe aus wirtschaftlichen Gründen insgesamt der Kostenart variable Gemeinkosten zugeordnet.

## Technik
In der Technik werden technische Stoffe unterschieden in Werkstoffe und Betriebsstoffe (genauer auch als technische Betriebsstoffe  bezeichnet). Mitunter werden die Betriebsstoffe zu den Werkstoffen gezählt. Die technischen Betriebsstoffe sind bis auf die Brennstoffe Bestandteil der Maschinen bzw. Anlagen und von unmittelbar technischer Bedeutung im Sinne ihres Betriebsverhaltens. Betriebsstoffe als technische Stoffe sind Stoffe, die in mehr oder weniger fluidem Zustand in der Maschine (Anlage) hauptsächlich zur Wärme- und Druckübertragung bzw. Wärmeerzeugung eingesetzt werden, wie Schmierstoffe, Kühlmittel, Kälteträger und Brennstoffe.

## Bewertung
Die zum Bilanzstichtag nicht verbrauchten Betriebsstoffe werden nach § 266 bs. 2 B I Nr. 1 HGB aktiviert und bilden deshalb als Vorräte einen Teil des Umlaufvermögens. Dieses unterliegt nach § 253 Abs. 4 HGB dem strengen Niederstwertprinzip, bei dem die Anschaffungs- oder Herstellungskosten oder der niedrigere Börsen- oder Marktpreis bei der Bewertung zugrunde zu legen sind. Eine Bewertung im Rahmen des Festwertverfahrens ist möglich, wenn gleichartige Betriebsstoffe zusammengefasst werden können. Die Bewertung der Betriebsstoffe unterliegt ferner dem Verbrauchsfolgeverfahren, bei dem die zeitliche Abfolge zwischen Lagerung und Produktion fingiert wird.